# Chiesa di San Giacomo Maggiore (Campertogno)
La chiesa di San Giacomo Maggiore è il principale luogo di culto cattolico di Campertogno, in Valsesia, sede dell'omonima parrocchia appartenente alla diocesi di Novara.

## Storia
L'attuale chiesa di San Giacomo Maggiore sorge in luogo di una più antica, sede parrocchiale dal 1415, quando l'abitato di Campertogno per decreto vescovile andò a costituire una parrocchia a sé stante distaccandosi da quella di Scopa.
Alla fine del XVII secolo, divenuto il vecchio edificio insufficiente per la popolazione in crescita, su suggerimento del vescovo di Novara Giovanni Battista Visconti, si decise di costruire una nuova e più grande chiesa, il cui progetto venne affidato all'architetto Guarino Guarini: egli ideò un grande complesso parrocchiale con una chiesa di notevoli dimensioni, realizzando un modello ligneo come progetto esecutivo. Tuttavia questo venne ritenuto eccessivo e fu chiamato Filippo Juvara a modificarlo.
La costruzione secondo il progetto modificato a Juvara iniziò nel 1720 e terminò nel 1732; la chiesa non venne consacrata che svariati anni dopo, il 28 luglio 1760, dal vescovo Marco Aurelio Balbis Bertone. Per tutti i secoli XVIII e XIX, l'edificio venne arricchito con nuovi ornamenti e completato con l'erezione della facciata soltanto nel 1898.

## Descrizione

### Esterno
La chiesa di San Giacomo Maggiore domina, con la sua mole, gli altri edifici dell'abitato di Campertogno.

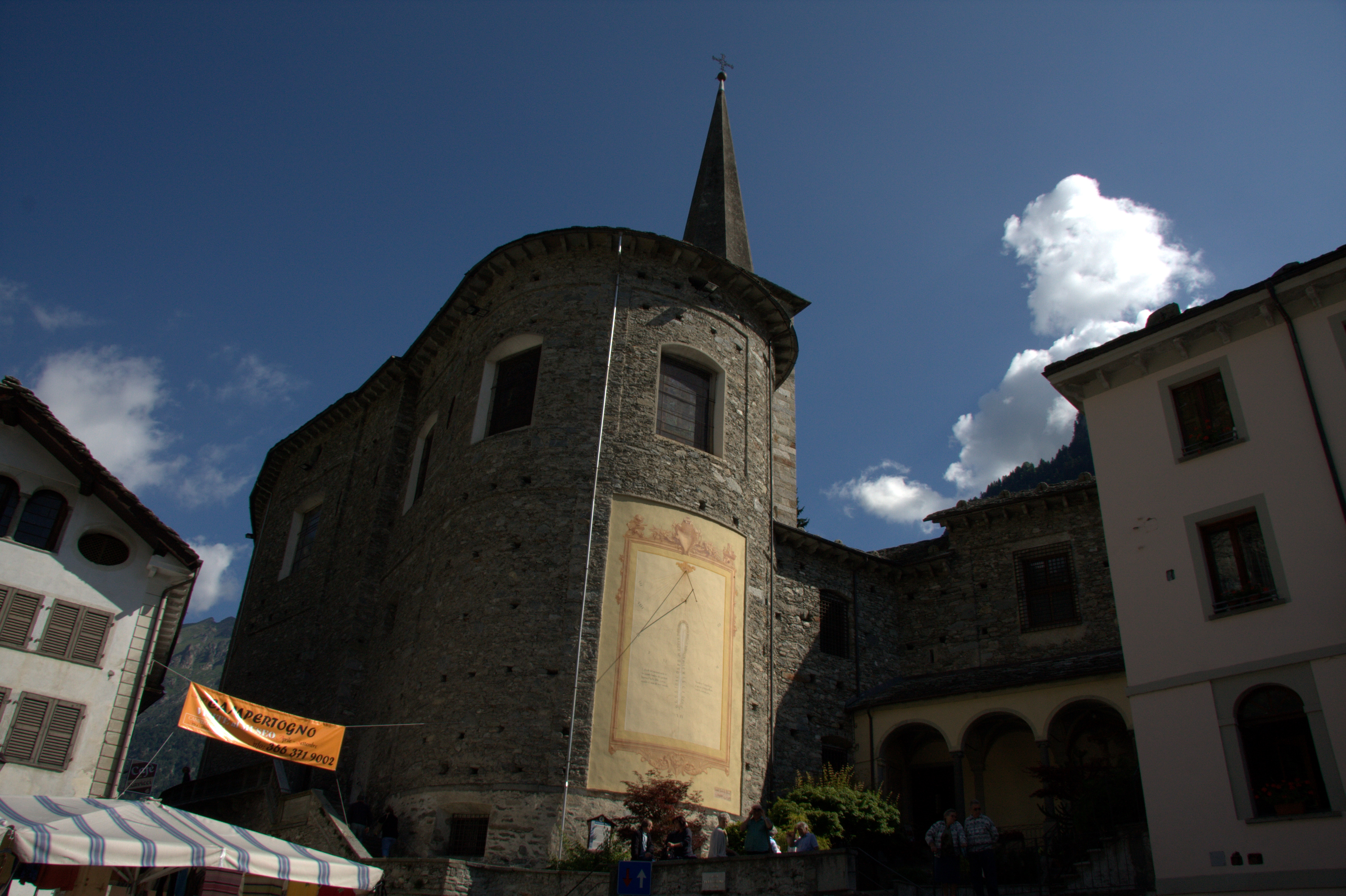
Esterno dell'abside e meridiana

Esternamente, essa è caratterizzata dalla slanciata facciata, risalente al 1898, divisa in due ordini da un alto cornicione, entrambi decorati con lesene corinzie: nell'ordine inferiore si aprono i tre portali sormontati da un affresco raffigurante San Giacomo che predica, opera del pittore Bialetti su cartoni di Camillo Verno; nell'ordine superiore, invece, ai lati del finestrone rettangolare centrale, ciascuna entro una propria nicchia si trovano le statue di San Giacomo (a sinistra) e San Gaudenzio. Alla sinistra della chiesa si eleva la torre campanaria a pianta quadrata, la cui cella si apre sull'esterno con una bifora su ciascun lato; il campanile risale al 1595 ed è quello della chiesa precedente all'attuale.
Sulla parete esterna dell'abside, che dà sulla piazza del paese, vi è una grande meridiana dipinta, opera di Andrea Bonini che la eseguì nel 1880, avente la caratteristica di non indicare soltanto le ore, ma anche esattamente l'istante del mezzogiorno.

### Interno
L'interno della chiesa presenta una pianta particolare, con un'aula di forma ellittica terminante con l'abside semicircolare preceduta da un coro a pianta quadrangolare. Sull'aula si aprono quattro cappelle laterali, dedicate alla Madonna del Carmine, al Crocifisso, alla Madonna del Rosario e a Sant'Anna.
La volta dell'aula è decorata con un affresco iniziato nel 1730 da Carlo Borsetti e portato a compimento da Giovanni Milocco; esso raffigura, al centro, San Giacomo in gloria; del Borsetti sono anche gli affreschi che decorano le volte delle quattro cappelle laterali che si aprono sull'aula, mentre i tondi con i Misteri del Rosario sono di Pier Celestino Gilardi (1870). Il coro e l'abside sono interamente occupati dal presbiterio, rialzato di alcuni gradini rispetto al resto della chiesa; all'interno di esso si trova il pregevole altare maggiore in marmo, realizzato nel 1809 su disegno di Giovanni Molino. Le pareti di questa zona della chiesa sono decorate con cinque quadri di Lorenzo e Giuseppe Avondo raffiguranti Scene della vita di San Giacomo (1839).
Nella chiesa è custodito anche un pregevole fonte battesimale con basamento marmoreo quattrocentesco e parte superiore in legno dipinto del XVII secolo.

### Organo a canne
Sulla cantoria in controfacciata si trova l'organo a canne, costruito nel 1937 dalla ditta Mentasti riutilizzando la cassa e il materiale fonico di uno strumento precedente.
Lo strumento, restaurato nel 2000, è a trasmissione pneumatica presenta una consolle a finestra con due tastiere di 61 note ciascuna e pedaliera concavo-radiale di 32 note. I registri, le unioni e gli accoppiamenti sono azionati da placchette a bilico poste al di sopra del secondo manuale.